# 於聞
於聞（1516年—？），字子行，四川成都左護衛人，軍籍，明朝政治人物。

## 生平
嘉靖二十二年（1543年）癸卯科四川鄉試第五十六名舉人。嘉靖二十九年（1550年）中式庚戌科會試第三百十九名，三甲第一百三十七名進士。历官武昌府、南康府知府，四十三年罢职。

## 家族
曾祖於聰；祖父於紀；父於敬，母蒲氏；繼母魏氏。具庆下。弟鍾恒。